# فرناندو ونراندا
فرناندو ونراندا (انگلیسی: Fernando Veneranda; ۲۳ مهٔ ۱۹۴۱ – ۱ مارس ۲۰۰۷) بازیکن فوتبال اهل ایتالیا بود.
از باشگاه‌هایی که در آن بازی کرده‌است می‌توان به باشگاه فوتبال فیورنتینا، باشگاه فوتبال برشا، ماترا کالچو، باشگاه فوتبال جنوآ، و باشگاه فوتبال پالرمو اشاره کرد.